# Donaubachneunauge
Das Donaubachneunauge (Eudontomyzon vladykovi) ist eine Neunaugenart, die ungefähr das nordwestliche und südöstliche Einzugsgebiet der Donau besiedelt. Mit dem sehr ähnlichen Donauneunauge (Eudontomyzon danfordi) wurde diese Art lange verwechselt und erst 1959 beschrieben.

## Merkmale
Die erwachsenen Tiere sind im vorderen Körperbereich am dicksten und erreichen Längen von 18 bis 21 Zentimetern. Je nach Aufenthaltsort sind sie am Rücken hell- bis dunkelgrau und an der Bauchseite weißlich gefärbt. Während der Laichzeit ist die Bauchseite silberglänzend, die Afterregion rötlich gefärbt. Die beiden Rückenflossen stoßen stets ohne Zwischenraum aneinander. Die breite Oberkieferplatte hat nur einen stumpfen Zahn an jeder Seite; die Unterkieferplatte weist fünf bis sieben am Rand abgerundete Zähne auf. Die Mundscheibe verfügt nur über eine schwache Bezahnung mit stumpf abgerundeten Lippenzähnen. Die vordere Zungenplatte weist keine mittlere Einsenkung auf und ihre Vorderkante trägt fünf bis neun spitze Zähnchen, von denen das mittlere nur geringfügig vergrößert ist.
Im Larvenstadium wird das Donaubachneunauge schließlich länger als die erwachsenen Tiere, da diese keine Nahrung mehr aufnehmen.

## Verbreitung
Diese Art lebt im nordwestlichen sowie südöstlichen Einzugsbereich der Donau, unter anderem in Österreich, Serbien, Montenegro, Rumänien und Bulgarien. Auch ist sie aus dem bayerischen Donaugebiet bekannt, so aus der Paar (bei Aichach) und aus dem Inn (bei Wasserburg und bei Simbach).

## Lebensweise
Über die Lebensweise des Donaubachneunauges liegen kaum Informationen vor. Die adulten Tiere nehmen keine Nahrung mehr auf, parasitieren also nicht an Fischen wie etwa das Donauneunauge. Laichzeit ist von Mai bis Juni.

## Schutz
Das Donaubachneunauge wird, wie alle Eudontomyzon-Arten von der Europäischen Union im Anhang II der FFH-Richtlinie geführt und gilt damit als Art von gemeinschaftlichem Interesse, für deren Erhaltung von den Mitgliedsstaaten besondere Schutzgebiete ausgewiesen werden müssen.